# Embidobia mahabali
Embidobia mahabali (лат.) — вид наездников рода Embidobia из семейства сцелиониды (Scelioninae, или Platygastridae, по другим классификациям).

## Этимология
Видовой эпитет E. mahabali относится к Махабали, царю в индуистской мифологии, чья растущая популярность и власть смущала богов, и бог Вишну обманом изгнал его из этого мира, разрешив, однако, раз в год навещать свой народ.

## Распространение
Южная Азия: Индия.

## Описание
Мелкие перепончатокрылые насекомые. Длина компактного тела около 1 мм. Голова и мезосома красно-коричневые; метасома красно-коричневая с чёрными пятнами сублатерально; усики частично (радикль, A1—A7) жёлто-коричневые, остальные антенномеры чёрно-коричневые; ноги жёлто-коричневые. Embidobia mahabali сходен с Embidobia procera и Embidobia barbarika, но отличается от них мезоскутумом с хорошо выраженными бороздками и верхней частью лба с несколькими короткими приподнятыми килями, расположенными полукругом; тогда как у двух последних видов мезоскутум с имбрицитной скульптурой, а лоб сверху либо с короткими, либо с длинными косыми килями. Усики самок 11-члениковые с 4 сегментной булавой (самец неизвестен, у самцов известных видов усики состоят из 12 сегментов). Глаза крупные с густыми волосками. Метасома с хорошо развитым субмаргинальным гребнем. Нижнечелюстные щупики 4-члениковые, нижнегубные — состоят из 2 сегментов. Предположительно, как и близкие виды, паразитоиды яиц эмбий.